# Dayr Hafir
Dayr Hafir (en arabe : دير حافر) est une ville de Syrie dépendant administrativement du gouvernorat d'Alep et tout en étant le chef-lieu du district de Dayr Hafir. Elle comptait 18 948 habitants en 2003.

## Géographie
Située à environ 50 kilomètres à l'est d'Alep, Dayr Hafir se trouve au centre du gouvernorat, à 15 kilomètres au nord du lac Jabbūl.

## Histoire
Un site archéologique situé à proximité de la ville datant du IXe millénaire av. J.-C. démontre l'ancienneté de l'occupation humaine dans cette région.
Pendant la guerre civile syrienne, la ville, comme une grande partie du pays, est le théâtre d'affrontements meurtriers entre l'Armée syrienne libre, les forces armées gouvernementales syriennes et l'État islamique qui s'en est entièrement emparé à la fin de 2013.
L'armée syrienne reprend la ville à l'État islamique le 29 mars 2017.